# ジェームズ・ワイズマン
ジェームズ・モンテイネズ・ワイズマン（James Monteinez Wiseman, 2001年3月31日 - ）は、アメリカ合衆国・テネシー州ナッシュビル出身のプロバスケットボール選手。ポジションはセンター。

## 経歴

### ハイスクール
高校4年目のシーズンにゲータレード年間最優秀選手賞などを受賞した。
主要サイトから5つ星評価を受け、メンフィス大学へ進学した。

### カレッジ
肩の負傷によりバハマのナッソーで行われるシーズン前のエキジビションゲームに参加できなかった。また10月には足首の怪我を負い、シーズン直前の2試合に出場できなかった。11月5日、サウスカロライナ州立大学戦にてシーズンデビューを果たし、22分間出場、28得点、11リバウンド、3ブロックを記録し、試合は97-64で勝利した。11月8日、メンフィス大学入学前にヘッドコーチのペニー・ハーダウェイから1万1500ドル（約121万9000円）を不正に受け取っていたことが発覚し、NCAAから12試合の出場停止処分を受けた。その後、2020年のNBAドラフトにアーリーエントリーを表明した。結果的に、大学ではわずか3試合の出場に終わった。

### ゴールデンステート・ウォリアーズ
2020年のNBAドラフトにて全体2位でゴールデンステート・ウォリアーズから指名され入団した。
2020-21シーズン、2021年1月27日のミネソタ・ティンバーウルブズ戦でシーズンハイとなる25得点を記録した。しかし、4月11日に右膝半月板損傷の重傷を負い、手術を受けてシーズン残りの試合を欠場した。
2021-22シーズンは開幕からリハビリに努め、2022年3月9日にNBAGリーグのサンタクルーズ・ウォリアーズで実戦復帰した。しかし、19日の練習中に足を捻挫し、以降の試合は欠場した。結果的に、このシーズンはNBAで試合に出場することはなかった。なお、チームはプレーオフを勝ち上がって4年ぶりとなる優勝を果たした。
2022-23シーズン開幕前のサマーリーグで実戦復帰した。開幕後、2022年12月11日のブルックリン・ネッツ戦でキャリアハイとなる30得点を記録した。しかし、30日の練習中に足首を捻挫し、これ以降ウォリアーズで試合に出場することはなかった。

### デトロイト・ピストンズ
2023年2月9日に4チーム間のトレードで、デトロイト・ピストンズへ移籍した。

### インディアナ・ペイサーズ
2024-25シーズン開幕前の2024年7月5日にインディアナ・ペイサーズとの2年契約に合意したが、開幕戦で左足アキレス腱断裂の重傷を負い、残りのシーズンを全休することが発表された。
2025年2月6日に2026年のプロテクト付き2巡目指名権とのトレードで、金銭と共にトロント・ラプターズへ放出されたが、直後に解雇された。

## 代表歴
アルゼンチンのフォルモサで開催された2017年のFIBA U16アメリカ選手権に出場し、平均11.4得点、5リバウンドを記録した。2018年のFIBA U17ワールドカップには負傷したため参加できなかった。

## 個人成績

### NBA

#### レギュラーシーズン
| シーズン | チーム | GP  | GS | MPG  | FG%  | 3P%  | FT%   | RPG | APG | SPG | BPG | PPG  |
| -------- | ------ | --- | -- | ---- | ---- | ---- | ----- | --- | --- | --- | --- | ---- |
| 2020–21  | GSW    | 39  | 27 | 21.4 | .519 | .316 | .628  | 5.8 | .7  | .3  | .9  | 11.5 |
| 2022–23  | GSW    | 21  | 0  | 12.5 | .628 | .500 | .684  | 3.5 | .7  | .1  | .3  | 6.9  |
| 2022–23  | DET    | 24  | 22 | 25.2 | .531 | .167 | .712  | 8.1 | .7  | .2  | .8  | 12.7 |
| 2023–24  | DET    | 63  | 6  | 17.3 | .613 | .000 | .706  | 5.3 | .9  | .2  | .6  | 7.1  |
| 2024–25  | IND    | 1   | 0  | 5.0  | .500 | .000 | 1.000 | 1.0 | .0  | .0  | .0  | 6.0  |
| 通算     | 通算   | 148 | 55 | 18.9 | .560 | .262 | .683  | 5.6 | .7  | .2  | .7  | 9.1  |

### カレッジ
| シーズン | チーム     | GP | GS | MPG  | FG%  | 3P%  | FT%  | RPG  | APG | SPG | BPG | PPG  |
| -------- | ---------- | -- | -- | ---- | ---- | ---- | ---- | ---- | --- | --- | --- | ---- |
| 2019–20  | メンフィス | 3  | 3  | 23.0 | .769 | .000 | .704 | 10.3 | .3  | .3  | 3.0 | 19.7 |